# Анимированный комикс
Анимированный комикс (англ. Motion comic) — разновидность комикса, объединяющая в себе элементы печатных комиксов и анимации.

## Описание
Анимированные комиксы создают, объединяя рисунки статичных цифровых комиксов с 2D или 3D-анимацией, спецэффектами, звуками, музыкой и иногда голосами за кадром. Анимированные комиксы требуют меньше затрат на производство, чем полноценные мультипликационные фильмы.

Это не анимация; это не напечатанные комиксы; это что-то другое.Оригинальный текст (англ.)It's not animation; it's not print media comics; it's something else.— Брайан Майкл Бендис в интервью ресурсу Newsarama

## История
Одни из самых ранних примеров анимированных комиксов можно найти в независимых работах, таких как Broken Saints, который вышел в январе 2006 года.
В 2005 году компания Lionsgate выпустила анимированную версию комикса Saw: Rebirth (с англ. — «Пила: Возрождение»), один из первых примеров анимированного комикса, созданного в качестве промоакции второй части серии фильмов Пила. Первыми крупными анимированными комиксами, для описания которых впервые был использован термин «motion comic», стали адаптации Batman: Mad Love (с англ. — «Бэтмен: Сумасшедшая любовь») и Watchmen (с англ. — «Хранители»), выпущенные компанией Warner Bros., владельцем DC Comics, во время премьер фильмов Тёмный рыцарь и Хранители соответственно.
«Marvel Comics» начали производство анимированных комиксов с выпуска адаптации Astonishing X-Men и серии комиксов о Женщине-пауке.